# Jörg van Nieuwenhuijzen
Jörg van Nieuwenhuijzen (Bergen op Zoom, 22 augustus 1978) is een voormalig Nederlands profvoetballer die als doelman speelde.
Van Nieuwenhuijzen kwam vijf seizoenen uit voor RBC Roosendaal. Hij maakte zijn debuut in het betaalde voetbal op 3 mei 1997 in de competitiewedstrijd SC Heracles-RBC (2-2). Daarna stond hij onder contract bij SBV Excelsior en Heracles Almelo. Bij die laatste club werd zijn contract in mei 2010 niet verlengd. In het seizoen 2010/11 was hij keeperstrainer bij RBC Roosendaal, dat aan het einde van dat seizoen failliet ging.
Met Andrew Ornoch startte Van Nieuwenhuijzen de voetbalschool Dutch Connections FC in Toronto, Canada. 

## Clubstatistieken
| Seizoen   | Club            | Duels | Goals | Competitie         |
| --------- | --------------- | ----- | ----- | ------------------ |
| 1996/1997 | RBC             | 5     | 0     | Eerste Divisie     |
| 1997/1998 | RBC             | 20    | 0     | Eerste Divisie     |
| 1998/1999 | RBC             | 9     | 0     | Eerste Divisie     |
| 1999/2000 | RBC Roosendaal  | 2     | 0     | Eerste Divisie     |
| 2000/2001 | RBC Roosendaal  | 4     | 0     | Eredivisie         |
| 2001/2002 | Excelsior       | 0     | 0     | Eerste Divisie     |
| 2002/2003 | Excelsior       | 0     | 0     | Eredivisie         |
| 2003/2004 | Excelsior       | 0     | 0     | Eerste Divisie     |
| 2004/2005 | Excelsior       | 7     | 0     | Eerste Divisie     |
| 2005/2006 | Excelsior       | 0     | 0     | Eerste Divisie     |
| 2006/2007 | Excelsior       | 0     | 0     | Eredivisie         |
| 2007/2008 | Excelsior       | 6     | 0     | Eredivisie         |
| 2008/2009 | Heracles Almelo | 1     | 0     | Eredivisie         |
| 2009/2010 | Heracles Almelo | 0     | 0     | Eredivisie         |
| 2010/2011 | HSV Hoek        | 29    | 0     | Zaterdag Topklasse |
| 2011/2012 | FC Lienden      | 30    | 0     | Zondag Topklasse   |
| 2012/2013 | FC Lienden      | 28    | 0     | Zondag Topklasse   |
| Totaal    | Totaal          | 141   | 0     |                    |